# 麟嘉 (后凉)
麟嘉（389年二月-396年六月）是十六国時期後涼政權後涼太祖呂光的年號，共計7年餘。

## 纪年
| 太安 | 元年  | 二年  | 三年  | 四年  | 五年  | 六年  | 七年  | 八年  |
| ---- | ----- | ----- | ----- | ----- | ----- | ----- | ----- | ----- |
| 公元 | 389年 | 390年 | 391年 | 392年 | 393年 | 394年 | 395年 | 396年 |
| 干支 | 己丑  | 庚寅  | 辛卯  | 壬辰  | 癸巳  | 甲午  | 乙未  | 丙申  |

## 参看
- 中国年号索引
- 其他时期使用的麟嘉年号
- 同期存在的其他政权年号
  - 太元（376年正月-396年十二月）：東晉皇帝晋孝武帝司马曜的年号
  - 太初（386年十一月-394年六月）：前秦政权苻登年号
  - 延初（394年七月-394年十月）：前秦政权苻崇年号
  - 元光（393年六月-394年七月）：窦冲自立年号
  - 白雀（384年四月-386年四月）：后秦政权姚苌年号
  - 建初（386年四月-394年四月）：后秦政权姚苌年号
  - 皇初（394年五月-399年九月）：后秦政权姚兴年号
  - 太初（388年六月-400年七月）：西秦政权乞伏歸年号
  - 建兴（386年二月-396年四月）：后燕政权慕容垂年号
  - 永康（396年四月-398年四月）：后燕政权慕容宝年号
  - 中兴（386年十月-394年八月）：西燕政权慕容永年号
  - 建光（388年二月-391年十月）：翟魏政权翟辽年号
  - 定鼎（391年十月-392年六月）：翟魏政权翟钊年号
  - 登国（386年-396年六月）：北魏政权拓跋珪年号